# Анбар
Анбар (арапски: الأنبار‎, романизовано: al-ʾAnbār) познат и по изворном древном имену, Пероз-Шапур, био је древни и средњовековни град у централном Ираку. Играо је улогу у римско-персијским ратовима од III до IV века, и накратко постао престоница Абасидског калифата пре оснивања Багдада 762. Остао је умерено успешан град током 10. века, али је убрзо потом пропао. Као локални административни центар, опстао је до 14. века, али је касније напуштен.
Његове рушевине се налазе у близини модерне Фалуџе. По граду је име добила покрајина Анбар.

## Историја

### Порекло
Град се налази на левој обали средњег Еуфрата, на месту спајања са каналом Нахр Иса, првим од пловних канала који повезују Еуфрат са реком Тигар на истоку. Порекло града је непознато, али древно, можда датира из вавилонске ере и још ранијег периода: локално гробље Тел Асвад датира око 3000 пре нове ере.

### Сасанидски период
Град је првобитно био познат као Мусике или Масике. Као главни прелаз Еуфрата заузимао је најсевернију тачку сложене иригационе мреже Савад, град је био од великог стратешког значаја. Као западну капију у средишњу Месопотамију, сасанидски владар Шапур I (владао 241–272) учврстио га је да би заштитио свој главни град, Ктесифон, од Римског царства. Након своје убедљиве победе над римским царем Гордијаном III у бици код Мисиче 244. године, Шапур је град преименовао у Пероз-Шапур (Пероз-Шапур или Пероз-Шабухр, из средњоасијског: 𐭯𐭥𐭩𐭥𐭦𐭱𐭧𐭯𐭥𐭧𐭥𐭩, што значи „победнички Шапур“; на партском : 𐭐𐭓𐭂𐭅𐭆𐭔𐭇𐭐𐭅𐭇𐭓, романизован: пргвзшхипвхр; на арамејском: פירוז שבור). Грцима и Римљанима постао је познат као Пирисапора или Берсабора (грчки: Βηρσαβωρα).
Град је био ојачан двоструким зидом, вероватно изграђеним коришћењем римских заробљеника чијим је радом зид био подигнут; ипак римски цар Јулијан је током своје инвазије на Сасанидско царство опустошио и спалио у марту 363. Обновио га је Шапур II. До 420. године он се потврђује као седиште епархије, како за Цркву Истока, тако и за Сиријску православну цркву. Градски гарнизон био је персијски, али је такође садржао арапско и јеврејско становништво у значајном броју. Анбар је био суседан или идентичан вавилонском јеврејском центру Нехардеа (арамејски: ицרדעא), и налази се на малој удаљености од данашњег града Фалуџе, некадашњег вавилонског јеврејског центра Пумбедита (арамејски: פומבדיתא).

### Исламски период
Град је пао у руке Рашидунског калифата у јулу 633. године, након жестоке борбе опсаде. Арапи су задржали име (Фируз Шабур) за оближњи округ, али сам град је постао познат као Анбар (средње персијска реч за "житница" или "складиште") по житницама у његовој цитадели, називу који се појавио већ током 6. век. Према Баладурију, трећу џамију која је саграђена у Ираку у граду је подигао Сад ибн Аби Вакас. Ибн Аби Вакас је у почетку сматрао Анбар кандидатом за локацију једног од првих муслиманских гарнизонских градова, али грозница и бубе, ендемске појаве на том подручју, убедиле су га у супротно.
Према средњовековним арапским изворима, већина становника града мигрирала је на север, да би основала град Хдата јужно од Мосула. Гувернер Ел Хаџај ибн Јусуф очистио је канале града.
Абул Абас ас Сафах (владао 749–754), оснивач Абасидског калифата, свој главни град основао је 752. године, изградивши нови град на пола фарсака (око 2,5 километра) на северу за његове Хорасанске трупе. Тамо је умро и сахрањен у палати коју је саградио. Његов наследник, Ел Мансур (владао 754–775), остао је у граду до оснивања Багдада 762. Абасиди су такође ископали велики канал Нахр Иса на југу града, који је доводио воду и омогућавао трговину источно до Багдада.Канал Нахр ал Саклавија или Нахр ел Карма, који се одваја од Еуфрата западно од града, за који се понекад погрешно сматра да је Нахр Иса, али вероватније је да ће се он може идентификовати са пре- Исламски Нахр ел Руфаил.
Овај град је наставио да буде место од великог значаја током читавог периода Абасида.Калиф Харун ел Рашид (владао 786–809) боравио је у граду 799. и 803. Просперитет града био је заснован на пољопривредним активностима, али и на трговини између Ирака и Сирије. Град је још увек био успешан у раном 9. веку, али су се појавиле трзавице власти Абасида током каснијег 9. века што га је изложило бедуинским нападима 882 и 899. Године 927., Кармати под Абу Тахир ел Џанабиом опустошили и спалили град, а затим је уследио још један напад бедуина две године касније. Пад града убрзао се након тога: док рани географ из 10. века Истахри још увек назива град скромним, али насељеним, а остаци градњи Ас-Сафа су још увек видљиви, Ибн Хавкал и ел Макдиси, који су писали једну генерацију касније, сведоче о његовом паду и смањењу броја његовог становништва.
Град су 1262. године поново отпустили Монголи под Кербоком. Илханиди су задржали Анбар као административни центар, који је такву улогу задржао до прве половине 14. века; Илханидски министар Шамс ел Дин Џувајни имао је прокопан канал од града до Наџафа, а град је био окружен зидом од суве опеке.

## Црквена историја
Анбар је некада био седиште асирске заједнице из петог века: град је био седиште епископије Цркве Истока. Позната су имена четрнаест њених епикопа из периода 486–1074. године, од којих су три постала Халдејски патријарси Вавилона.
- Нерзес н. 540
- Симеон н. 553
- Салибазахи н. 714
- Павле н. 740
- Теодосије
- Јован н. 885
- Енос н. 890
- Елије н. 906-920
- Џабалаха н. 960
- Себарџесус
- Елије II н. 987
- Неименовани епископ н. 1021
- Мандар н. 1028
- Марис н. 1075
- Захарије н. 1111

### Преглед старешина
Католичка црква Анбар наводи као титуларни део Халдејске католичке црква, основане као титуларна бискупија 1980. године.
Има следеће делатнике:
- Титуларни надбискуп Стефн Катчу (1980.10.03. - 1981.11.10.), Као коадјуторски архијепископ Басре и Халдејаца (Ирак) (1980.10.03 – 1981.11.10)
- Титуларни бискуп Ибрахим Намо Ибрахим (1982.01.11 - 1985.08.03), као апостолски егзарх у Сједињеним Америчким Државама (1982.01.11 - 1985.08.03)
- Титуларни бискуп Шлемон Вардуни (од 2001.01.12), куријски епископ Халдејске католичке цркве

## Данас
Сада је потпуно напуштен, заузимају га само насипи рушевина, чији велики број указује на некадашњу важност града. Његове рушевине су 5 km (3,1 mi) северозападно од Фалуџе, са обимом од око 6 km (3,7 mi). Посмртни остаци укључују трагове касносредњовековног зида, квадратну утврду и рану исламску џамију.